# Cá ngát sọc
Cá ngát sọc (danh pháp hai phần: Plotosus lineatus), hay đơn giản là cá ngát, là một loài cá da trơn trong họ Plotosidae. Con đực có thể đạt chiều dài tổng cộnng 32 hoặc 35 cm. Lúc còn nhỏ nó hoàn toàn đen. Khi lớn dần nó có các sọc ngang màu nâu vàng hoặc trắng. Khi trở thành con trưởng thành, độ sáng của màu mờ dần. Loài cá này rất độc, cú chích của nó có thể gây ra tử vong.

## Mô tả
Plotosus lineatus có thể đạt chiều dài tối đa là 32 cm (13 in) ở con đực. Cơ thể có màu nâu với dải sọc màu kem hoặc trắng.
Đặc trưng nổi bật nhất của loài này là ở vây, trong thực tế, vây lưng thứ hai, vây đuôi và vây hậu môn hợp nhất với nhau giống như ở cá chình. Phần còn lại của cơ thể là khá giống với cá da trơn nước ngọt: miệng được bao quanh bởi bốn cặp râu, bốn ở hàm trên và bốn ở hàm dưới. Vây lưng đầu tiên và mỗi vây ngực có gai rất độc. Chúng thậm chí có thể gây tử vong.

## Phân bố

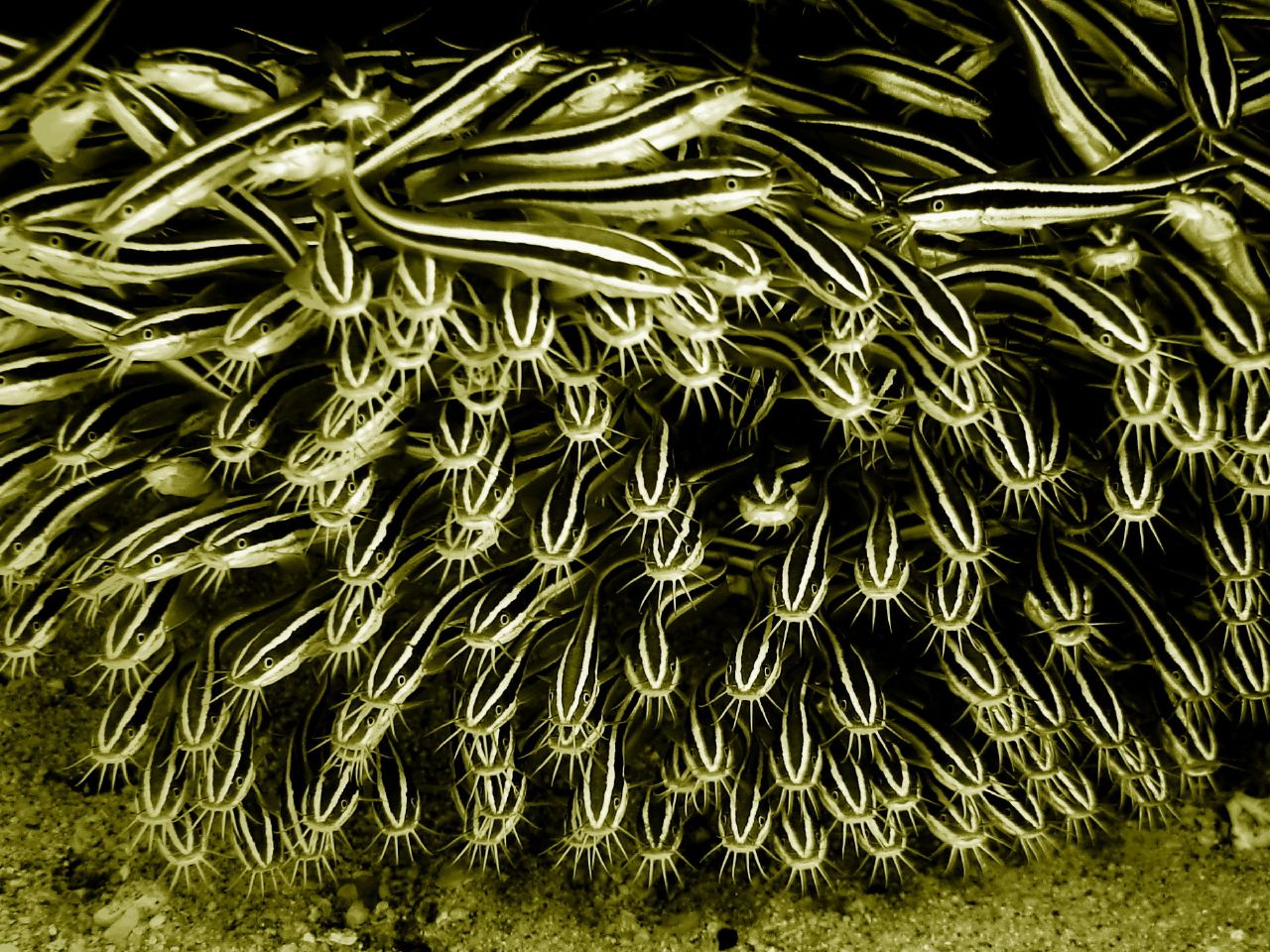
Cá ngát sọc.

P. lineatus xuất hiện ở phía đông Địa Trung Hải, trong Ấn Độ Dương, ở phía tây Thái Bình Dương và đôi khi xâm nhập vào nguồn nước ngọt ở Đông Phi và Madagascar.

## Môi trường sống
P. lineatus được tìm thấy trong các rạn san hô, nó cũng được tìm thấy ở các cửa sông, vùng thủy triều và bờ biển khơi.